# Ott le juif
Ott le juif est un maître d'armes allemand du XVe siècle. Son nom vient du fait qu'il était juif, et plusieurs versions de son traité indiquent qu'il a été baptisé chrétien. Il est désigné par Paulus Kal comme le maître de lutte des dirigeants de l'Autriche et faisant partie des 17 membres de la société de Johannes Liechtenauer (Gesellschaft Liechtenauers).
Son traité de lutte est répété au début de chaque compilation de traités allemands, et semble être le plus gros travail jamais fait sur le sujet dans la tradition Liechtenauer. Il apparaît dans les manuscrits suivants :
- MS Dresd.C.487 de Sigmund Ringeck (vers 1440)
- MS Chart.A.558 de Hans Talhoffer (1443)
- Cod.44.A.8 de Peter von Danzig (1452)
- Cod.I.6.4°.3 de Jud Lew (vers 1450)
- KK5126 de Paulus Kal (années 1480)
- MS M.I.29 de Hans von Speyer (1491)
- MS E.1939.65.341 (1508)
- MS Germ.Quart.2020 (1510-1520)
- CGM 3712 de Jörg Wilhalm (1523)
- MS 963 de Hans Czynner (1538)
- MS Dresd.C.93/C.94 de Paulus Hector Mair (1542)